# Palo macho
En náutica, el palo macho es la parte baja de los dos o tres que componen uno cualquiera de los mástiles o palos que arbolan los buques de vela.
Antiguamente los palos machos eran de madera, en los veleros modernos son de metal u otros materiales. Los de madera de gran diámetro estaban formados de piezas, por la dificultad de encontrar un árbol de la circunferencia necesaria y longitud conveniente.

## Dimensiones
La longitud de los palos machos varía. En general , estaba comprendida entre 2 y 2,3 veces la manga
El trinquete solía ser 1/9 parte más corto que el palo mayor, y el mesana 1/8 en los navíos de tres puentes, 1/7 en los de uno, 1/6 en las fragatas y 1/4 en las corbetas.

## Emplazamiento y construcción

### En barcos de madera
La colocación en el barco también era muy variable. Era frecuente que el palo mayor distara del punto medio de la eslora y por la popa de él, 1/16 de eslora; el trinquete a 1/8 de eslora de la proa, y el mesana a 3/16 de eslora de la popa. Algunos constructores daban, respectivamente, a esas distancias los valores 1/22, 1/10 y 4/23 de eslora.
La geometría longitudinal de un palo macho no era un rectángulo: el mayor diámetro estaba a la altura de la cubierta. Los constructores proporcionaban antiguamente este diámetro a la altura del macho y lo hacían de tantas pulgadas como altura en varas tenía éste.
La sujeción de los palos machos se hacía encajando su mecha en la carlinga, y aguantándolos en sus partes altas mediante obenques, estayes y contraestayes.

### En barcos de metal
Los primeros veleros que llevaron palos machos de metal, estaban constituidos por unos tubos hechos de planchas de acero, armados sobre unos montantes de perfil angular o de T. Solían emplearse como cubrejuntas para coser entre sí las planchas que integraban el tubo.
En lo referente a los diámetros dependía de la altura del palo y de su construcción. Las dimensiones que da el Bureau Veritas son las siguientes:
- para una longitud del palo macho de 10,80 m, los diámetros son: 41 cm en la carlinga, 52 en la fogonadura, 43 en la encapilladura, 36 en el calcés.
- para una de 12,80 m son, respectivamente: 48, 61 51 y 42 cm.

En la construcción de estos palos no entran montantes. Si la altura era mayor de 12,80 m, los montantes se imponen y entonces dichos diámetros son:
- pa una de 15,20 m, 57, 73, 61 y 48 cm.
- para una de 18,30 m, 69, 89, 74 y 58 cm.

Los diámetros de los machos mesana  eran algo menores. Los gruesos de las planchas oscilaban entre 6,5 y 19 cm, para los de hierro.  